# 左近司彩子
左近司 彩子（さこんじ あやこ、1972年 - ）は、元タレント、翻訳家。

## 人物
東京都出身。左近司祥子の三女。1991年、東京大学教養学部文科三類インタークラス入学、同教育学部卒。東大の入学式にウェディングドレスを着てきて有名人になり、フジテレビの深夜番組に出演していた。国連アジア極東犯罪防止研修所教官を務めた。

## 翻訳
- 『癒しとしてのグレゴリオ聖歌』（キャサリン・ル・メ、柏書房） 1995
- 『衣を脱ぐヴィーナス 西洋美術史における女性裸像の源流』（C・M・ハヴロック、左近司祥子監修、アルヒーフ） 2002
- 『哲人アリストテレスの殺人推理』（マーガレット・ドゥーディ、左近司祥子共訳、講談社） 2005